# Zellingen
Zellingen település Németországban, azon belül Bajorországban. Lakosainak száma 6552 fő (2023. december 31.). Zellingen Retzstadt, Thüngen, Karlstadt, Himmelstadt, Urspringen, Birkenfeld, Leinach, Erlabrunn és Thüngersheim községekkel határos.

## Népesség
A település népessége az elmúlt években az alábbi módon változott:
| Lakosok száma | 4993 | 5651 | 6368 | 6343 | 6332 | 6343 | 6354 | 6377 | 6511 | 6552 |
|               | 1975 | 1987 | 2012 | 2013 | 2014 | 2016 | 2017 | 2019 | 2022 | 2023 |